# IKEA Heights
IKEA Heights es una serie web de melodrama cómico de 2009 creada por Dave Seger, Paul Bartunek, Delbert Shoopman, Spencer Strauss y Tom Kauffman para Channel 101. Concebida como una parodia de las telenovelas, la serie fue filmada de forma encubierta dentro de la tienda IKEA en Burbank, California. IKEA Heights está protagonizada por Randall Park, Whitney Avalon y Matt Braunger.
Whitney Pastorek de Entertainment Weekly escribió que la serie "es tan brillante y asombrosa que sus glorias sólo pueden disminuirse con palabras adicionales".
Madeleine Löwenborg-Frick, portavoz de la sucursal canadiense de IKEA, dijo sobre la serie: "Sin duda, pensamos que es divertida. Vemos el humor en ella y abordamos nuestro propio marketing con un humor irónico similar. Pero el rodaje no autorizado en nuestras tiendas no es algo bueno. Hay canales adecuados por los que la gente que quiere filmar en nuestras tiendas pueda hacerlo".